# Romulea linaresii
Romulea linaresii es una planta de la familia de las iridáceas.  

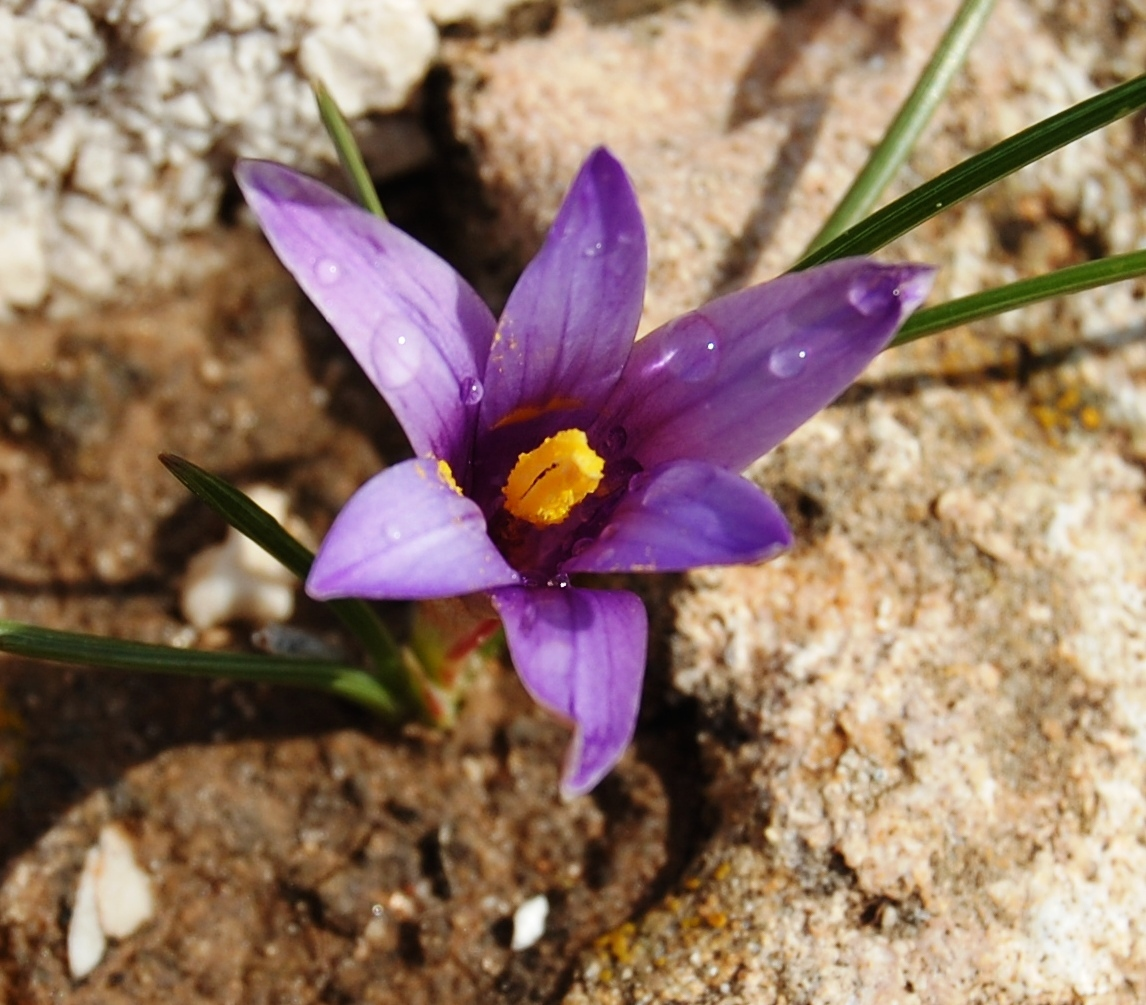
Flor

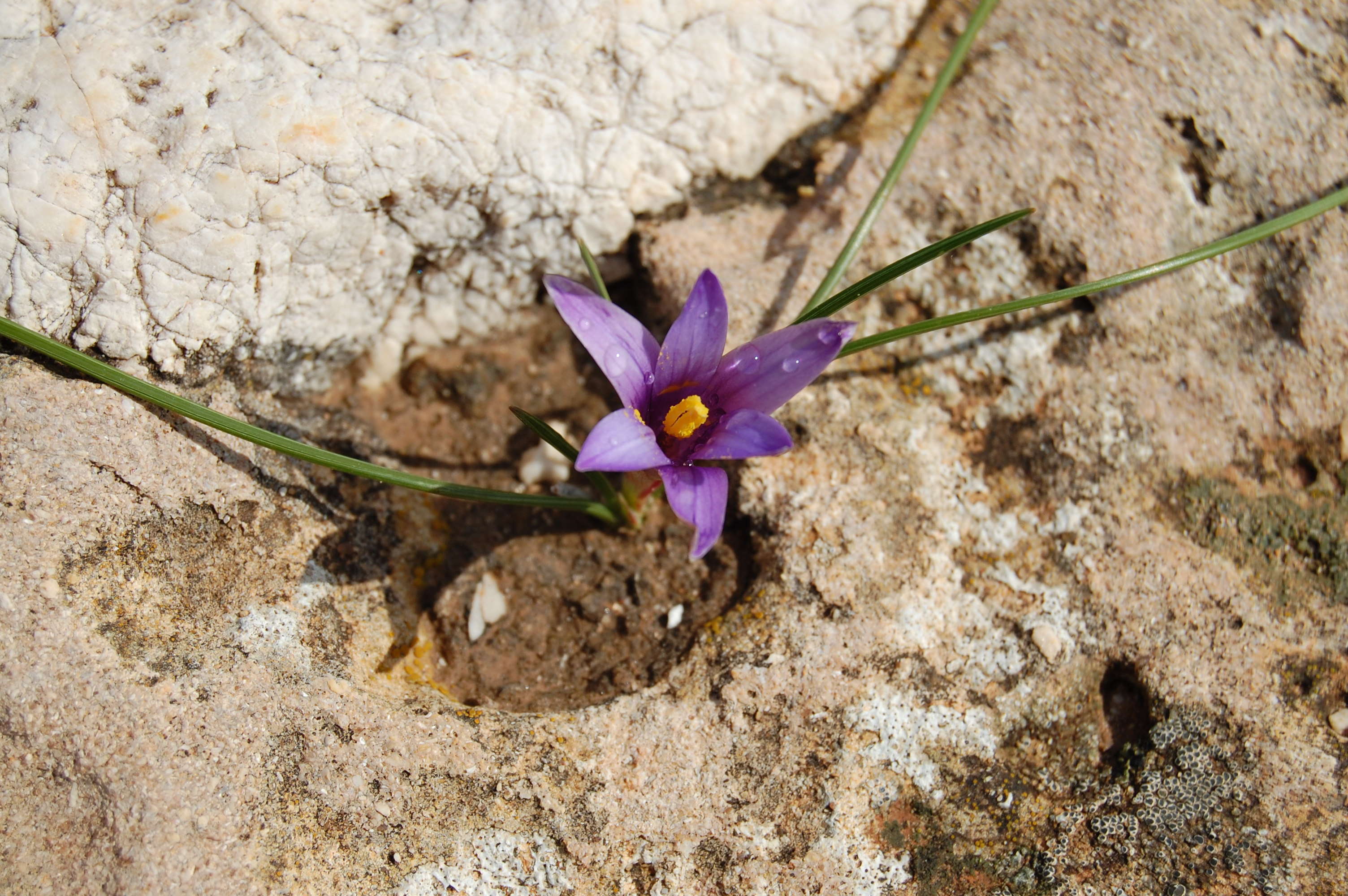
En su hábitat

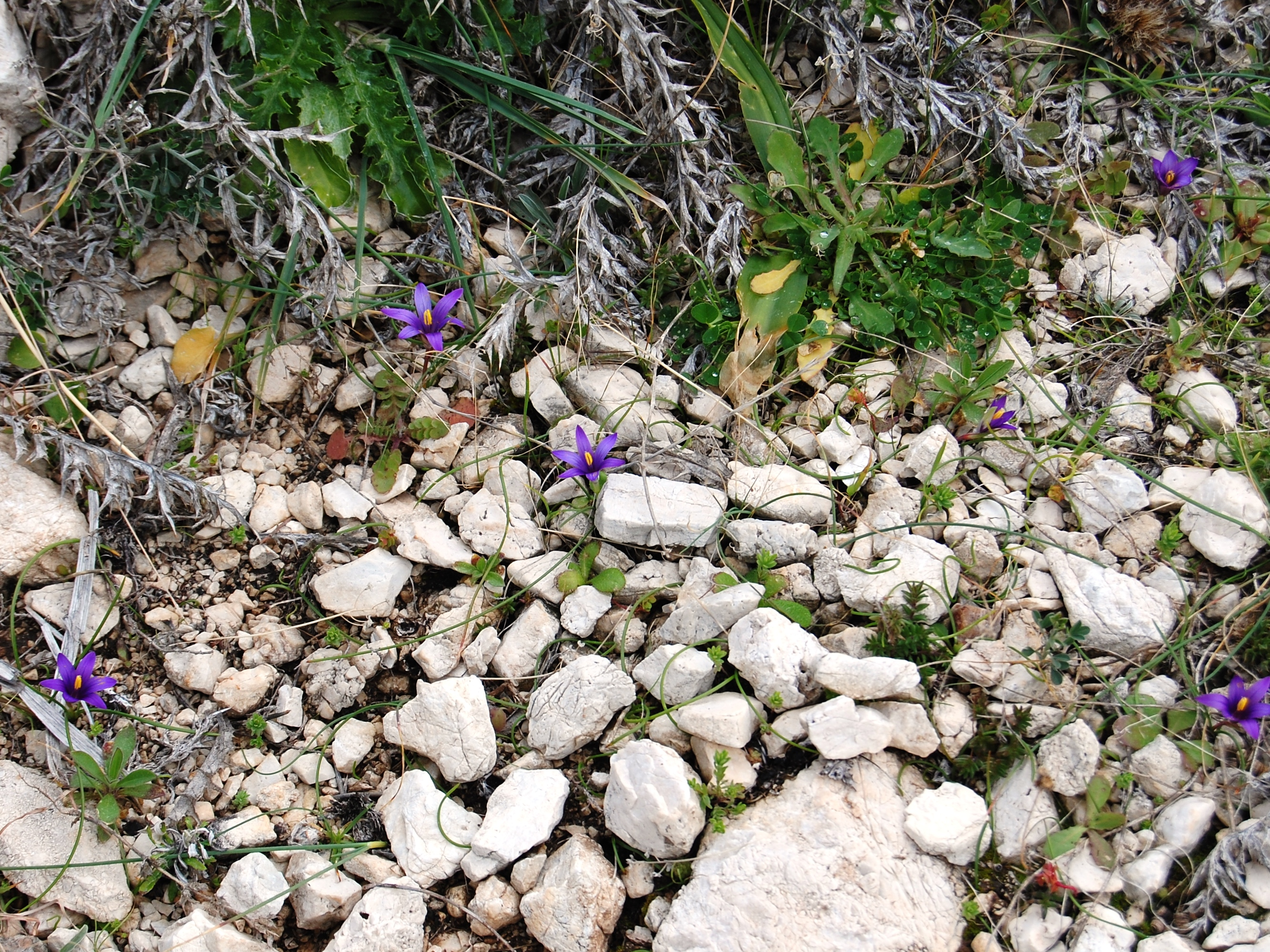
Vista de la planta

## Descripción
Romulea linaresii es una planta herbácea perennifolia geofita que se encuentra en la cuenca mediterránea Alcanza un tamaño de 12.5 cm de alto. La raíz es un pequeño bulbo de 8-12 mm de largo. El tallo alcanza 8 - 10 cm de altura, termina con 1-2 flores de color púrpura, con tonos azulados. Se distingue por el perigonio  más pequeño que las otras especies de Romulea (10-20 mm). Las hojas son estrechas y filiformes, de 0,2 x 20 cm. El fruto es una cápsula ovoide de alrededor de 1 cm de largo. La floración se produce de febrero a marzo.

## Distribución
Romulea linaresii se encuentra en Sicilia occidental. Se encuentra también en las islas del Mar Egeo (ssp. graeca) y en Etiopía con (ssp. abyssinica). Es similar a Romulea ramiflora pero cada bráctea tiene un margen membranoso y la totalidad de la flor es violeta.

## Taxonomía
Romulea linaresii fue descrita por Filippo Parlatore  y publicado en Flora panormitana 1: 38 1839.
Etimología
Romulea: nombre genérico que fue nombrado en honor de Rómulo, el fundador de Roma en la leyenda.
linaresii: epíteto
Sinonimia
- Bulbocodium linaresii (Parl.) Kuntze
- Romulea bruni Lojac.
- Romulea linaresii subsp. linaresii
- Romulea sicula Lojac.
- Trichonema linaresii (Parl.) Gren. & Godr.
- Trichonema maritimum Sibth. ex Baker[5][6]